# Canta y sé feliz
«Canta y sé feliz» es una rumba catalana con la que su autor e intérprete, Peret, representó a España en el Festival de la Canción de Eurovisión de 1974, que se celebró en el Brighton Dome de la ciudad inglesa de Brighton. Además fue una de las canciones del verano de 1974 en España, consiguiendo el número 2 en la lista de ventas. 

## En el Festival
Fue interpretada en tercera posición, después de Long Live Love, de Olivia Newton-John por el Reino Unido y antes de The First Day of Love de Anne-Karine Strøm por Noruega.
Recibió 10 puntos y quedó en novena posición de 17 participantes. Los ganadores fueron los suecos ABBA. 

## Versiones
En 2008 fue interpretada por El Arrebato para el Karaoke Kid en El Grand Prix 
En 2012 la cantante María del Monte interpretó el tema en el concurso de imitaciones Tu cara me suena.
Interpretada por el actor Roger Berruezo en el espacio Telepasión española emitido el 24 de diciembre de 2015 por La 1 de TVE.